# Mesogyrus
Mesogyrus là một chi bọ cánh cứng trong họ Gyrinidae.
Chi này được miêu tả khoa học năm 1973 bởi Ponomarenko.

## Các loài
Chi này gồm các loài:
- Mesogyrus antiquus Ponomarenko, 1973
- Mesogyrus sibiricus Ponomarenko, 1985
- Mesogyrus striatus Ponomarenko, 1973